# 北海道道830号泉川西春別線

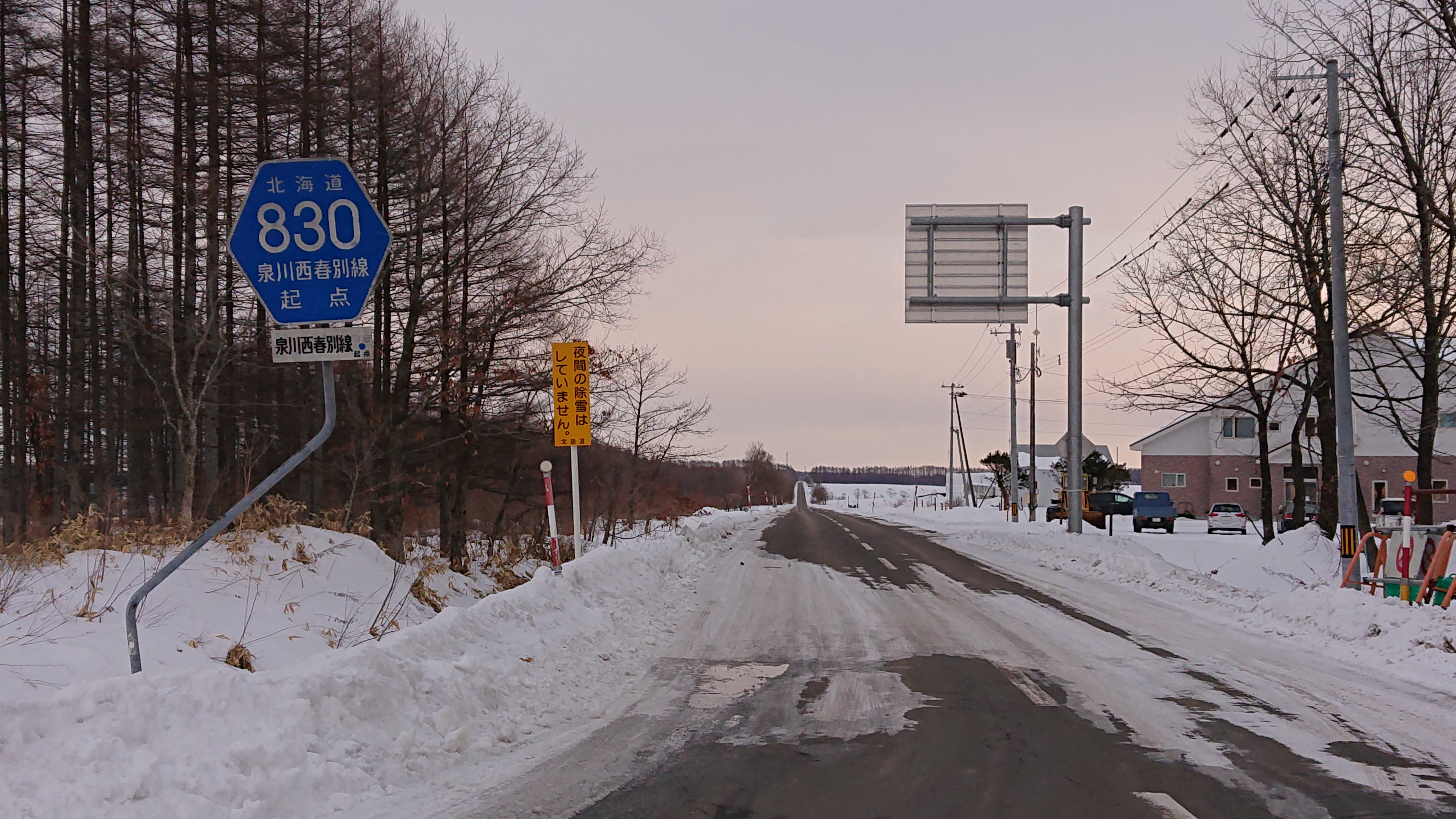
北海道道830号泉川西春別線（別海町泉川）

北海道道830号泉川西春別線（ほっかいどうどう830ごう いずみかわにししゅんべつせん）は、北海道野付郡別海町内を結ぶ一般道道である。

## 概要

### 路線データ
- 起点：北海道野付郡別海町泉川（北海道道951号泉川線交点）
- 終点：北海道野付郡別海町西春別駅前錦町（ 国道243号・北海道道957号大成西春別線交点）
- 総距離：16.2 km

## 歴史
- 1974年（昭和49年）3月31日 - 路線認定[1]。

## 地理

### 通過する自治体
- 根室振興局
  - 野付郡別海町

### 主な接続道路
別海町
- 北海道道951号泉川線 - 泉川（起点）
- 国道243号 - 西春別駅前錦町（終点）
- 北海道道957号大成西春別線 - 西春別駅前錦町（終点）